# Tipula (Eumicrotipula) pallidineuris
Tipula (Eumicrotipula) pallidineuris is een tweevleugelige uit de familie langpootmuggen (Tipulidae). De soort komt voor in het Neotropisch gebied.